# 優美多孔菌
優美多孔菌，屬栓菌屬，是木棲腐生的中型菇類，該菇類生長於如台灣等地之低中海拔林區，生長期間約是在春夏兩季之間。另外，該種菇類最大特色是加工後可作抗癌藥品。